# Koscheh-Massaker
Bei den Koscheh-Massakern (offiziell unter der euphemistischen Bezeichnung arabisch حادثة الكشح ‚Koscheh-Vorfall‘ bekannt) handelt es sich um zwei verschiedene Massaker an koptischen Christen, die in den Jahren 1998 und 2000 im Dorf el-Koscheh in Oberägypten stattfanden, etwa 450 km südlich der ägyptischen Hauptstadt Kairo. Der Begriff bezieht sich vor allem auf das Blutbad am Sonntag, den 2. Januar 2000, als 21 koptische Christen Opfer eines großen Massakers durch Muslime wurden. Die in diesem Ereignis gefolterten und getöteten koptischen Christen werden von Papst Schenuda III. als Märtyrer der koptisch-orthodoxen Kirche betrachtet.
Koscheh befindet sich am östlichen Ufer des Nils im Gouvernement Sohag, wenige Kilometer östlich von el-Balyana. Die Einwohnerzahl beträgt 35.000, und 70 % des Dorfes sind christliche Kopten. Es ist das Handelszentrum für eine große Zahl an Dorfbewohnern in dem Gebiet. Es gibt wenig Farmland in Koscheh, welches eher als Einkaufsnexus für die umliegenden Länder gilt. Die meisten Geschäftsbetreiber sind ebenfalls Kopten, während die meisten Bauern in den umliegenden Dörfern Muslime sind.

## Erstes Koscheh-Massaker
Spannungen zwischen Christen und Muslimen begannen im August 1998, als zwei Kopten durch Muslime ermordet wurden. Die Muslime ersuchten Rache für die „Vergiftung eines Bruders“, der jedoch eines natürlichen Todes gestorben war. Die ägyptische Polizei antwortete mit der Festnahme von 1.200 christlichen Dorfbewohnern zur Untersuchung des angeblichen Mordes. Als der Metropolit Wissa von el-Balyana (Abydos), dessen Diözese el-Koscheh umfasst, die Festnahmen kritisierte, wurde er selber mit zwei seiner Priester verhaftet und der Anstiftung zum Unfrieden sowie der Beschädigung der nationalen Einheit zwischen Christen und Muslimen beschuldigt.
Im Oktober 1998 berichtete der Londoner Daily Telegraph, dass an einigen Kopten aus el-Koscheh Scheinkreuzigungen durchgeführt wurden und dass dem Metropoliten Wissa die Hinrichtung drohte. Die ägyptische Regierung war über diese kritische Darstellung aufgebracht und verhaftete den Leiter der Ägyptischen Organisation für Menschenrechte (EOHR), dem sie die Überbringung des Berichts an den Daily Telegraph vorwarf. Obwohl die Regierung versprach, jeden Polizisten zu bestrafen, der unsachgemäß handelte, wurden im Gegenteil sogar einige der Polizeioffiziere, die in die Menschenrechtsverletzungen gegen die Kopten verwickelt waren, befördert. Daher wandelte sich das Erste Koscheh-Massaker zu einem internationalen Fall. Als Ergebnis begannen Kopten im Westen, den Kongress der Vereinigten Staaten dazu zu drängen, Ägypten in die Liste der Länder einzuschließen, welche Christen diskriminieren.

## Zweites Koscheh-Massaker
Das Zweite Koscheh-Massaker begann über ein Jahr später – am Freitag, den 31. Dezember 1999. Dieses Ereignis entstammte einer Querele zwischen einem christlichen Händler und einem muslimischen Kunden. Das Missverständnis spannte die muslimisch-christlichen Beziehungen in der Gemeinde an. Verwandte des muslimischen Kunden zielten auf christliche Häuser und Geschäfte, die geplündert, zerstört und niedergebrannt wurden. Anfänglich war die Polizei in der Lage, die Situation einzudämmen. Allerdings breiteten die Unruhen die Gewalt am 2. Januar 2000 (Sonntag) auf die umliegenden Dörfer aus und führten zur Ermordung von 21 Christen. Ein Muslim wurde versehentlich durch einen strenggläubigen Muslim erschossen. Mehr als 40 Personen wurden in den zweitägigen Massakern ermordet. 260 Häuser, Geschäfte und Kioske wurden ebenfalls absichtlich niedergebrannt und beschädigt. Die meisten Tötungen fanden im Umland von el-Koscheh statt, vor allem in den agrikulturellen Feldern. Dieses Ereignis war eines der blutigsten Massaker in der ägyptischen Geschichte.
Die örtlichen Behörden taten fast nichts, um die Morde aufzuhalten. Es gab im Gegenteil sogar Fälle, in denen sich die Offiziere an den Tötungen beteiligten. Nach dem Massaker fühlte sich die gesamte koptische Gemeinde darin bestätigt, dass diese Ereignisse aus der Fahrlässigkeit der ägyptischen Verwaltung herrührten, verkörpert durch die Polizeieinheiten, als es um den Schutz von koptischen Menschenleben und Eigentum ging. Da örtliche Polizeieinheiten sich oft aus der dortigen Bevölkerung zusammensetzen, färben örtliche Fehden in Bezug auf die muslimischen Ressentiments gegenüber christlichen Familien oft auf das Verhalten der Polizei ab.
Am 1. Dezember 2000 entließ ein Strafgericht in Sohag alle 89 Beklagten, die am Neujahrs-Massaker in el-Koscheh beteiligt waren, ohne Kaution. Es war ungewöhnlich, dass in Ägypten mehrere Dutzend Mordangeklagte vor den Urteilssprüchen ohne Kaution freigelassen wurden. Alle Verdächtigen, die ursprünglich in Verbindung mit dem Blutbad festgenommen wurden, wurden schließlich freigesprochen, indem ihre Klage fallengelassen wurde. Die einzige Person, die verurteilt wurde, war ein Muslim, der für die versehentliche Tötung des anderen Muslims verantwortlich war; er wurde zu 13 Jahren Gefängnis verurteilt. Niemand wurde jemals für die Ermordung der 21 christlichen Opfer verurteilt. Dies führte zu Entrüstung unter der koptischen Gemeinschaft, die es für besser befand, wenn die Verdächtigen in Gewahrsam genommen würden. Der Patriarch von Alexandrien, Papst Schenuda III. lehnte das Urteil öffentlich ab und erklärte: "Wir wollen diese Entscheidung anfechten. Wir akzeptieren sie nicht." Metropolit Wissa von el-Balyana (Abydos), dessen Diözese el-Koscheh umfasst, nannte das Urteil "eine Schande, welche den Ruf Ägyptens entehrt und eine Einladung zu mehr Gewalt." Ägyptens Generalstaatsanwalt Maher Abdel Wahid erließ Berufung gegen den Freispruch der Angeklagten und konstatierte: "Es gibt keinen Zweifel daran, dass 21 Personen getötet wurden, und dass die Mörder vor Gericht gebracht werden müssen." Ein Kopte aus el-Koscheh gestand ein: "Wir konnten uns niemals vorstellen, dass sie die Mörder freilassen würden, aber das ist eben Ägypten."